# 千葉市立誉田小学校
千葉市立誉田小学校（ちばしりつ ほんだしょうがっこう）は、千葉県千葉市緑区誉田町にある市立小学校。
校庭に生える樹齢約130年と推定されている2本のクスノキが学校のシンボルとなっている。
学校は、2023年には、150周年になる。

## 沿革
- 1874年7月 - 野田小学校として開校
- 1875年2月 - 平山小学校創設
- 1875年5月 - 高田小学校創設
- ? - 平川小学校創設
- 1904年1月 - 野田小学校が現校地に移転
- 1908年3月 - 野田小学校・平山小学校・高田小学校・平川小学校を統合し、誉田尋常小学校と改称
- 1910年4月 - 高等科を併設し誉田尋常高等小学校と改称
- 1941年4月 - 誉田村国民学校と改称
- 1947年4月 - 誉田村立誉田小学校と改称
- 1955年4月 - 千葉市立誉田小学校と改称
- 1957年 - 校歌制定
- 1958年4月 - 千葉市立平山小学校を分離
- 1977年4月 - 千葉市立誉田東小学校を分離

## 学校教育目標
心豊かで、自ら学ぶ子どもの育成

## 学校行事
| - 4月 学年はじめ休業、始業式、入学式、全校遠足 - 5月 校外学習（6年）、家庭訪問、運動会 - 6月 校外学習（4年）、農山村留学（6年） | - 7月 全校集会、校外学習（5年）、夏季休業、水泳教室 - 8月 夏季休業 - 9月 全校集会、校外学習（1・2年） | - 10月 前期終業式、秋季休業、後期始業式、くすのき遠足交流会、陸上大会 - 11月 わくわくフェスティバル・バザー、校外学習（3年）、くすのきげんきキャンプ - 12月 校外学習（6年）、全校集会、冬季休業 | - 1月 全校集会、校内書き初め展、移動教室（5年） - 2月 6年生を送る会 - 3月 お別れ式、卒業証書授与式、修了式、学年末休業、離任式 |

## 学区
- 千葉市
  - 大膳野町、平山町字水砂の全域
  - 誉田町1丁目（全域）、2丁目（誉田東小区域外）
  - おゆみ野4丁目の一部は『学区区域外承認地域』

## 交通
- JR外房線誉田駅より
  - 徒歩15分
  - 京成バス千葉イースト千葉南営業所誉田小学校前バス停下車すぐ